# Huamboya
Huamboya ist eine Ortschaft und die einzige Parroquia urbana im Kanton Huamboya der ecuadorianischen Provinz Morona Santiago. Die Parroquia besitzt eine Fläche von 184,2 km². Beim Zensus 2010 wurden 2538 Einwohner gezählt. Davon wohnten etwa 900 Einwohner im Hauptort. In dem Gebiet lebt die indigene Volksgruppe der Shuar.

## Lage
Die Parroquia Huamboya liegt in der vorandinen Zone am Rande des Amazonasbeckens. Das Gebiet reicht im Osten bis zum Río Pastaza. Im Norden wird das Areal von den Flüssen Río Namaquimi und Río Palora begrenzt, im Süden von den Flüssen Río Tuna und Río Chiguaza. Der etwa 1000 m hoch gelegene Hauptort Huamboya befindet sich 42 km nordnordöstlich der Provinzhauptstadt Macas. Eine etwa 10 km lange Nebenstraße verbindet den Ort mit der Fernstraße E45 (Macas–Puyo).
Die Parroquia Huamboya grenzt im Osten an die Provinz Pastaza mit der Parroquia Simón Bolívar (Kanton Pastaza), im Süden an die Parroquia Chiguaza, im Südwesten an den Kanton Pablo Sexto sowie im Norden und im Nordosten an die Parroquias Arapicos und 16 de Agosto (beide im Kanton Palora).

## Geschichte
Huamboya wurde am 24. Mai 1970 als eine Pre-Cooperativa in der Parroquia Arapicos gegründet. Im Jahr 1982 wurde Humaboya eine Parroquia im Kanton Palora. Mit der Schaffung des Kantons Huamboya am 2. Januar 1992 wurde Huamboya eine Parroquia urbana und Sitz der Kantonsverwaltung.